# David Atanaskoski
David Atanaskoski (in macedone Давид Атанаскоски?; Skopje, 21 ottobre 1996) è un calciatore macedone, difensore del Partizani Tirana.

## Carriera

### Club
Il 1º luglio 2022 viene acquistato a titolo definitivo dalla squadra albanese del Partizani Tirana.

### Nazionale
Ha giocato nelle nazionali giovanili macedoni Under-20 ed Under-21.

## Statistiche

### Presenze e reti nei club
Statistiche aggiornate al 28 ottobre 2023.
| Stagione                | Squadra                 | Campionato              | Campionato | Campionato | Coppe nazionali | Coppe nazionali | Coppe nazionali | Coppe continentali | Coppe continentali | Coppe continentali | Altre coppe | Altre coppe | Altre coppe | Totale | Totale |
| Stagione                | Squadra                 | Comp                    | Pres       | Reti       | Comp            | Pres            | Reti            | Comp               | Pres               | Reti               | Comp        | Pres        | Reti        | Pres   | Reti   |
| ----------------------- | ----------------------- | ----------------------- | ---------- | ---------- | --------------- | --------------- | --------------- | ------------------ | ------------------ | ------------------ | ----------- | ----------- | ----------- | ------ | ------ |
| gen.-giu. 2015          | Teteks                  | PL                      | 9          | 1          | CM              | 1               | 0               | -                  | -                  | -                  | -           | -           | -           | 10     | 1      |
| 2015-2016               | Teteks                  | VL                      | 0          | 0          | CM              | 0               | 0               | -                  | -                  | -                  | -           | -           | -           | 0      | 0      |
| Totale Teteks           | Totale Teteks           | Totale Teteks           | 9          | 1          |                 | 1               | 0               |                    | -                  | -                  |             | -           | -           | 10     | 1      |
| 2016-gen. 2017          | Turnovo                 | VL                      | 0          | 0          | CM              | 0               | 0               | -                  | -                  | -                  | -           | -           | -           | 0      | 0      |
| gen.-giu. 2017          | Brera Strumica          | VL                      | 0          | 0          | CM              | 0               | 0               | -                  | -                  | -                  | -           | -           | -           | 0      | 0      |
| 2017-2018               | Brera Strumica          | PL                      | 31         | 1          | CM              | 3               | 0               | -                  | -                  | -                  | -           | -           | -           | 34     | 1      |
| 2018-2019               | Brera Strumica          | PL                      | 26         | 0          | CM              | 4               | 0               | -                  | -                  | -                  | -           | -           | -           | 30     | 0      |
| 2019-gen. 2020          | Brera Strumica          | PL                      | 15         | 0          | CM              | 1               | 0               | UEL                | 1                  | 0                  | -           | -           | -           | 17     | 0      |
| Totale Akademija Pandev | Totale Akademija Pandev | Totale Akademija Pandev | 72         | 1          |                 | 8               | 0               |                    | 1                  | 0                  |             | -           | -           | 81     | 1      |
| gen.-giu. 2020          | Makedonija G.P.         | PL                      | 3          | 0          | CM              | 0               | 0               | -                  | -                  | -                  | -           | -           | -           | 3      | 0      |
| 2020-mar. 2021          | Makedonija G.P.         | PL                      | 22         | 0          | CM              | 0               | 0               | -                  | -                  | -                  | -           | -           | -           | 22     | 0      |
| 2021                    | Shahter Qaraǵandy       | PL                      | 20         | 0          | CK              | 7               | 3               | UECL               | 4                  | 0                  | -           | -           | -           | 31     | 3      |
| feb.-giu. 2022          | Makedonija G.P.         | PL                      | 14         | 1          | CM              | 2               | 0               | -                  | -                  | -                  | -           | -           | -           | 16     | 1      |
| Totale Makedonija G.P.  | Totale Makedonija G.P.  | Totale Makedonija G.P.  | 39         | 1          |                 | 2               | 0               |                    | -                  | -                  |             | -           | -           | 41     | 1      |
| 2022-2023               | Partizani Tirana        | KS                      | 31         | 1          | CA              | 4               | 0               | UECL               | 2                  | 0                  | -           | -           | -           | 37     | 1      |
| 2023-2024               | Partizani Tirana        | KS                      | 9          | 0          | CA              | 0               | 0               | UCL+UECL           | 2+5                | 0                  | SA          | 0           | 0           | 16     | 0      |
| Totale Partizani Tirana | Totale Partizani Tirana | Totale Partizani Tirana | 40         | 1          |                 | 4               | 0               |                    | 9                  | 0                  |             | 0           | 0           | 53     | 1      |
| Totale carriera         | Totale carriera         | Totale carriera         | 180        | 4          |                 | 22              | 3               |                    | 14                 | 0                  |             | 0           | 0           | 216    | 7      |

## Palmarès

### Club

#### Competizioni nazionali
- Campionato albanese: 1

Partizani Tirana: 2022-2023
- Supercoppa d'Albania: 1

Partizani Tirana: 2023